# Peltophyllum
Peltophyllum  es un género de plantas con flores perteneciente a la familia Triuridaceae. Comprende dos especies.

## Especies seleccionadas
- Peltophyllum caudatum
- Peltophyllum luteum

## Sinónimo
- Hexuris